# Weili Zhang
Weili Zhang (kinesiska: 张伟丽), född 13 augusti 1989 i Hebei, Kina är en kinesisk MMA-utövare som varit stråviktsmästare i Kunlun Fight, stråviktsmästare i Top FC, sedan 2018 tävlar i organisationen Ultimate Fighting Championship och  30 augusti 2019 till 24 april 2021 var deras regerande stråviktsmästare.

## MMA

### Tidig karriär
Zhang debuterade professionellt 2013. Hon tävlade främst inom Kunlun Fight och Top FC i början av sin karriär. Hon gick 13 matcher mellan 2016 och 2017. Hon skaffade sig ett facit om 16-1 med 16 raka vinster innan hon skrev på för UFC.

### UFC
Zhang debuterade inom UFC mot Danielle Taylor vid UFC 227 4 augusti 2018. Hon vann sin debut via enhälligt domslut. Nästa match gick hon 24 november 2018 när hon mötte Jessica Aguilar vid UFC Fight Night: Blaydes vs. Ngannou 2. Den matchen vann hon via submission i första ronden. Sedan mötte hon Tecia Torres 2 mars 2019 vid UFC 235 där hon vann via enhälligt domslut. 
Den 31 augusti 2019 vid UFC Fight Night: Andrade vs. Zhang gick hon som första MMA-utövare från Kina  en titelmatch i UFC när hon mötte och besegrade den regerande stråviktsmästarinnan Jéssica Andrade.

## Tävlingsfacit

### MMA
| Resultat | Facit | Motståndare            | Metod                             | Evenemang                              | Datum            | Rond | Tid  | Plats                     | Notering                                |
| -------- | ----- | ---------------------- | --------------------------------- | -------------------------------------- | ---------------- | ---- | ---- | ------------------------- | --------------------------------------- |
| Förlust  | 0-1   | Meng Bo                | Domslut (enhälligt)               | China MMA League                       | 9 november 2013  | 2    | 5:00 | Xuchang, Kina             |                                         |
| Vinst    | 1-1   | Shuxia Wu              | Submission (armbar)               | CKFC                                   | 14 oktober 2014  | 1    | 1:56 | Quin'an, Kina             | Catchvikt 60 kg                         |
| Vinst    | 2-1   | Mei huang              | Submission (rear-naked)           | CKFC                                   | 27 oktober 2014  | 1    | 0:40 | Quin'an, Kina             | Catchvikt 60 kg                         |
| Vinst    | 3-1   | Samantha Jean-Francois | TKO (slag)                        | Kunlun Fight 35                        | 19 december 2015 | 31   | 3:37 | Luoyang, Kina             |                                         |
| Vinst    | 4-1   | Svetlana Gotsyk        | TKO (slag)                        | Kunlun Fight 38/Super Muaythai 2016    | 21 februari 2016 | 2    | 2:29 | Pattaya, Thailand         | Stråviktsdebut                          |
| Vinst    | 5-1   | Alice Ardelean         | Submission (rear-naked)           | Top FC 11 – Top FC vs Kunlun Fight     | 22 maj 2016      | 2    | 4:41 | Seoul, Sydkorea           |                                         |
| Vinst    | 6-1   | Liliya Kazak           | KO (huvudspark)                   | Kunlun Fight 47                        | 10 juli 2016     | 2    | 4:13 | Jiangsu, Kina             |                                         |
| Vinst    | 7-1   | Emi Fujino             | TKO (ringläkaren stoppar matchen) | Kunlun Fight 49                        | 7 augusti 2016   | 2    | 2:51 | Tokyo, Japan              |                                         |
| Vinst    | 8-1   | Maira Mazar            | Submission (rear-naked)           | Kunlun Fight 53                        | 13 januari, 2018 | 1    | 4:11 | Peking, Kina              |                                         |
| Vinst    | 9-1   | Karla Benitez          | KO (slag)                         | Kunlun Fight MMA 7                     | 15 december 2016 | 1    | 2:15 | Peking, Kina              |                                         |
| Vinst    | 10-1  | Veronica Grenno        | TKO (knän)                        | Kunlun Fight MMA 8                     | 2 januari 2017   | 1    | 1:50 | Sanya, Kina               |                                         |
| Vinst    | 11-1  | Nayara Hemily          | Submission (giljotin)             | Kunlun Fight MMA 9                     | 25 februari 2017 | 1    | 0:41 | Sanya, Kina               |                                         |
| Vinst    | 12-1  | Simone Duarte          | TKO (slag)                        | Kunlun Fight MMA 11                    | 4 maj 2017       | 1    | 2:29 | Jining, Kina              | Vann Kunluns stråviktstitel             |
| Vinst    | 13-1  | Aline Sattelmayer      | Domslut (enhälligt)               | Kunlun Fight MMA 12                    | 1 juni 2017      | 3    | 5:00 | Yantai, Kina              | Försvarade Kunluns stråviktstitel       |
| Vinst    | 14-1  | Ye-dam Seo             | TKO (armbågar och slag)           | Top FC 15                              | 22 juli 2017     | 2    | 1:35 | Seoul, Sydkorea           | Vann den vakanta Top FC stråviktstiteln |
| Vinst    | 15-1  | Marilia Santos         | TKO (armbågar)                    | Kunlun Fight MMA 14                    | 28 augusti 2017  | 2    | 3:20 | Yantai, Kina              | Försvarade Kunluns stråviktstitel       |
| Vinst    | 16-1  | Bianca Sattelmayer     | Submission (armbar)               | Kunlun Fight MMA 15                    | 3 oktober 2017   | 1    | 3:29 | Seoul, Sydkorea           | Catchvikt 54 kg                         |
| Vinst    | 17-1  | Danielle Taylor        | Domslut (enhälligt)               | UFC 227                                | 4 augusti 2018   | 3    | 5:00 | Los Angeles, CA, USA      |                                         |
| Vinst    | 18-1  | Jessica Aguilar        | Submission (armbar)               | UFC Fight Night: Blaydes vs. Ngannou 2 | 24 november 2018 | 1    | 3:41 | Peking, Kina              |                                         |
| Vinst    | 19-1  | Tecia Torres           | Domslut (enhälligt)               | UFC 235                                | 2 mars 2019      | 3    | 5:00 | Las Vegas, NV, USA        |                                         |
| Vinst    | 20-1  | Jéssica Andrade        | TKO (knän och slag)               | UFC Fight Night: Andrade vs. Zhang     | 30 augusti 2019  | 1    | 0:42 | Shenzhen, Guangdong, Kina | Vann UFC:s stråviktstitel               |
| Vinst    | 21-1  | Joanna Jędrzejczyk     | Domslut (delat)                   | UFC 248                                | 7 mars 2020      | 5    | 5:00 | Las Vegas, NV, USA        | Försvarade UFC:s stråviktstitel         |
| Förlust  | 21-2  | Rose Namajunas         | KO (huvudspark)                   | UFC 261                                | 24 april 2021    | 1    | 1:18 | Jacksonville, FL, USA     | Förlorade UFC:s stråviktstitel          |

### Kickboxning
| Resultat | Facit | Motståndare  | Metod   | Evenemang       | Datum            | Rond | Tid  | Plats       | Notering    |
| -------- | ----- | ------------ | ------- | --------------- | ---------------- | ---- | ---- | ----------- | ----------- |
| Vinst    | 1-0   | Elaine Lopes | Domslut | Kunlun Fight 68 | 17 december 2017 | 3    | 3:00 | Zunyi, Kina | Kvartsfinal |
| Vinst    | 2-0   | Xu Yi        | Domslut | Kunlun Fight 68 | 17 december 2017 | 3    | 3:00 | Zunyi, Kina | Semifinal   |
| Förlust  | 2-1   | Guan Acui    | Domslut | Kunlun Fight 68 | 17 december 2017 | 3    | 3:00 | Zunyi, Kina | Final       |